# Sone
Das Sone [soʊn] ist die psychoakustische Maßeinheit für die subjektive Lautheit N eines Schallereignisses, die auf einen Vorschlag von Stanley Smith Stevens aus dem Jahr 1936 zurückgeht. Das Sone ist keine SI-Einheit bzw. gesetzliche Einheit in der EU, wird aber durch die ISO 532 definiert und in der Rechtsprechung als Standard verwendet.

## Definition

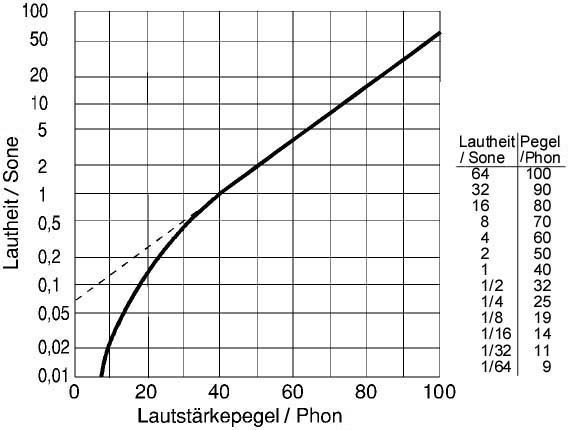
Zusammenhang zwischen Sone und Phon

Die Definition der Lautheit N in Sone beruht auf der Definition des Lautstärkepegels LN in Phon:
Einem Lautstärkepegel von 40 phon wird die Lautheit 1 sone zugeordnet. (Eine Lautstärke von 40 phon ist definiert als Lautstärke eines Sinustons mit der Frequenz 1 kHz und einem Schalldruckpegel von 40 dB SPL.) Ein doppelt so laut empfundener Schall hat dann eine Lautheit von 2 sone, ein viermal so laut empfundener Schall eine von 4 sone und ein halb so laut empfundener Schall eine von 0,5 sone.

### Lautheit > 1 sone
Für Lautheiten größer 1 sone, also für Lautstärkepegel über 40 phon, führt jede Zunahme des Lautstärkepegels um 10 phon zu einer Verdopplung des Lautheitswerts in Sone (siehe Abbildung).
In diesem Bereich kann die Beziehung zwischen der Lautheit N in Sone und dem Lautstärkepegel LN in Phon auch gemäß folgender vereinfachter Formel bestimmt werden (ISO-Empfehlung ISO/R 131-1959, gestrichelte Kurve im Bild oben):
{\displaystyle N=\left(10^{\frac {L_{N}-40}{10}}\right)^{0.30103}\approx 2^{\frac {L_{N}-40}{10}}}
{\displaystyle {\begin{aligned}\Leftrightarrow L_{N}&\approx 40+10\cdot {\frac {\log _{10}(N)}{\log _{10}(2)}}\\&=10\cdot (4+\log _{2}(N))\end{aligned}}}

### Lautheit < 1 sone
Für Lautstärkepegel unterhalb von 40 phon bzw. Lautheiten kleiner als 1 sone beschreibt die o. g. Formel die wahrgenommene Lautstärke nicht mehr korrekt, hier führen schon Vergrößerungen/Verkleinerungen des Lautstärkepegels um weniger als 10 phon zu einer Verdopplung/Halbierung des Lautheitseindrucks.

### Ermittlung
Will man die Lautheit für andere Geräusche als Sinustöne bestimmen, so muss dies entweder durch vergleichende Hörversuche erfolgen oder die Wahrnehmung der Lautheit durch den Menschen muss durch entsprechende mathematische Modelle nachvollzogen werden.
Genormte Messverfahren zur Lautheitsmessung werden beschrieben in DIN 45631 und ISO 532 B. Diese Messverfahren bestimmen wahlweise die Lautheit in Sone oder den Lautstärkepegel in Phon.

## Einflüsse auf die Lautstärkewahrnehmung
Die Lautstärkewahrnehmung des Menschen und damit auch die Lautheit in Sone hängen vom Schalldruckpegel, dem Frequenzspektrum und der zeitlichen Struktur des Schalls ab. Daher führen Schallsignale mit gleichem Schalldruckpegel, aber unterschiedlichem Frequenzspektrum und Zeitverhalten zu sehr unterschiedlichen Lautheiten in Sone.
Wesentlichen Einfluss auf die Lautheit hat die Umsetzung der Schallsignale in Nervenimpulse im Innenohr. Je nach Stärke der Erregung der Nervenzellen wird ein Geräusch lauter oder leiser beurteilt. Verfahren zur Lautheitsmessung modellieren deshalb das Verhalten des menschlichen Gehörs. Zu den bekanntesten zählt das Verfahren von Eberhard Zwicker, das auf der Modellierung von Maskierungseffekten beruht.
Eine Messung der Lautheit in Sone ist dann sinnvoll, wenn eine Schallimmission beurteilt werden soll. Mehrere Computerzeitschriften messen den von Computern und ihren Komponenten abgestrahlten und auf den Menschen einwirkenden Schall in Sone. Die Wirkung des Schalls auf den Menschen steht bei allen Messungen der Lärmstörung im Vordergrund.
Oft laufende Geräte wie PCs, Kühlschränke in Volllast sollten hier im Bereich von Wohnen und Arbeit unterhalb von 0,4 Sone und dazu noch besser im Leerlauf oder Teillast unterhalb 0,1 Sone liegen, um störende Dauerbelastungen zu vermeiden. Lautstärken über 1 Sone werden oft schon als störend und belastend empfunden.

## Beispiele
Vergleich Schalldruck in Pascal, unbewerteter Schalldruckpegel in Dezibel (dB) und Lautheit in Sone (Schallimmissionswerte):
| Situation und Schallquelle                | Schalldruck p Pascal   | Schalldruck- pegel Lp dB re 20 µPa | Lautheit sone  |
| ----------------------------------------- | ---------------------- | ---------------------------------- | -------------- |
| Schmerzschwelle                           | 100 Pa                 | 134 dB                             | ≈676 sone      |
| Gehörschäden bei Kurzzeit-Einwirkung      | 20 Pa                  | ab 120 dB                          | ≈256 sone      |
| Düsenflugzeug 100 m entfernt              | 6,3–200 Pa             | 110–140 dB                         | ≈128–1024 sone |
| Presslufthammer, 1 m entfernt / Diskothek | 2 Pa                   | ~ 100 dB                           | ≈64 sone       |
| Gehörschäden bei Langzeit-Einwirkung      | 0,36 Pa                | ab 85 dB                           | ≈22 sone       |
| Hauptverkehrsstraße, 10 m entfernt        | 0,2–0,63 Pa            | 80–90 dB                           | ≈16–32 sone    |
| Pkw, 10 m entfernt                        | 0,02–0,2 Pa            | 60–80 dB                           | ≈4–16 sone     |
| Fernseher in 1 m Zimmerlautstärke         | 0,02 Pa                | ca. 60 dB                          | ≈4 sone        |
| Normale Unterhaltung, 1 m entfernt        | 2 · 10−3–6,3 · 10−3 Pa | 40–50 dB                           | ≈1–2 sone      |
| Sehr ruhiges Zimmer                       | 2 · 10−4–6,3 · 10−4 Pa | 20–30 dB                           | ≈0,15–0,4 sone |
| Blätterrauschen, ruhiges Atmen            | 6,3 · 10−5 Pa          | 10 dB                              | ≈0,02 sone     |
| Hörschwelle bei 2 kHz                     | 2 · 10−5 Pa            | 0 dB                               | 0 sone         |

| sone | 1  | 2  | 4  | 8  | 16 | 32 | 64  | 128 | 256 | 512 | 1024 |
| phon | 40 | 50 | 60 | 70 | 80 | 90 | 100 | 110 | 120 | 130 | 140  |